# Theresina grossepunctata
Theresina grossepunctata là một loài bọ cánh cứng trong họ Cerambycidae.